# 6e conseil des ministres de la Saskatchewan
5e conseil des ministres 7e conseil des ministres
Le 6e conseil des ministres de la Saskatchewan (en anglais : 6th Saskatchewan Ministry) est le gouvernement de la Saskatchewan de 1934 à 1935.

## Gouvernement

### Composition initiale (19 juillet 1934)
| Fonction | Titulaire | Titulaire                    | Parti   |
| --- | --------- | ---------------------------- | ------- |
| Président du conseil exécutif Trésorier provincial                                                           |           | James Garfield Gardiner      | Libéral |
| Ministre de l'Agriculture                                                                                    |           | James Gordon Taggart         | Libéral |
| Procureur général                                                                                            |           | Thomas Clayton Davis         | Libéral |
| Ministre de l'Éducation                                                                                      |           | James Wilfred Estey          | Libéral |
| Ministre des Routes puis Ministre des Routes et des Transports (à partir du 01/09/1934)                      |           | Charles Morton Dunn          | Libéral |
| Ministre des Affaires municipales                                                                            |           | Reginald John Marsden Parker | Libéral |
| Ministre des Ressources Naturelles Ministre des Téléphones et Télégraphes                                    |           | William John Patterson       | Libéral |
| Secrétaire Provincial Ministre de la Santé publique                                                          |           | John Michael Uhrich          | Libéral |
| Ministre des Travaux publics Ministre des Chemins de fer, du Travail et des Industries (jusqu'au 01/09/1934) |           | George Spence                | Libéral |